# 唐時
唐時（？—？），字學孔，直隸保定府雄縣人，民籍，明朝政治人物。

## 生平
順天府鄉試第一百二十一名舉人。嘉靖十七年（1538年）中式戊戌科會試第四十一名，登第三甲第一百四十五名進士。

## 家族
曾祖唐興；祖父唐全；父唐林，母高氏。